# Due rrringos nel Texas
Due rrringos nel Texas è un film del 1967, diretto da Marino Girolami.

## Trama
USA, durante la guerra di Secessione. Franco Caterina è un borghese che, a causa di un errore anagrafico è l'unico uomo abile del paese all'arruolamento, e passa le sue giornate a bere whisky e a ballare con belle ragazze. Un giorno una pattuglia dell'esercito sudista, capeggiata dal sergente Ciccio Stevens, giunge al paese alla ricerca di volontari per l'arruolamento. Non trovando nessuno interessato, Ciccio propone a Franco di arruolarsi, ma questi si rifiuta. Ciccio decide allora di arruolarlo con la forza, poiché teme di essere degradato dal suo capitano se torna di nuovo al forte senza volontari, e riesce nell'intento facendolo ubriacare.

Gloria Paul e Enio Girolami in una scena del film

Franco inizia la sua nuova vita da soldato facendo il cuoco e le pulizie. Un giorno una staffetta manda a riferire di attaccare l'esercito nordista con tutti gli uomini disponibili. Ciccio ordina a Franco di partire con lui e di sellare due cavalli. Nella stalla fa la conoscenza di Ciro, un cavallo speciale che gli rivolge addirittura la parola e lo avverte che in realtà l'attacco è una trappola dei nordisti. Franco, ancora scosso per il cavallo parlante, va ad avvisare il sergente Ciccio e il comandante, ma ovviamente non viene creduto e viene messo in cella. Intanto Ciccio e gli altri soldati sudisti partono per la battaglia. Nel frattempo Ciro riesce a far evadere Franco e a scappare dal forte.
Ciccio e i soldati tornano al forte dopo la battaglia decimati: i nordisti c'erano davvero e li stavano aspettando. Venuto a sapere che Franco è scappato, Ciccio decide di inseguirlo. Dopo averlo trovato vagando per tutto il Texas, anch'egli rimane sbigottito nel sapere che Ciro parla, ma vengono fermati da un tale Bill Carson che promette loro 1 000 dollari per riferire un messaggio a una certa Evelyne la buona. Trattasi di un tesoro: 200 000 dollari. Ciro conosce il luogo dove è sepolto, e guida i due amici per recuperarlo. Dopo diverse peripezie, i due raggiungono il cimitero dove è nascosto il tesoro e se ne impossessano.